# Töcknigt strandfly
Töcknigt strandfly, Resapamea hedeni är en fjärilsart som beskrevs av Ludwig Carl Friedrich Graeser 1888. 
Enligt Dyntaxa ingår Töcknigt strandfly i släktet Resapamea men enligt Catalogue of Life är tillhörigheten istället släktet Luperina. Enligt båda källorna tillhör Töcknigt strandfly familjen nattflyn, Noctuidae. Arten är funnen vid åtminstone ett par tillfällen som migrant i södra Finland men den är ännu inte påträffad i Sverige. En underart finns listad i Catalogue of Life, Luperina hedeni takanensis Marumo, 1932.

## Bildgalleri

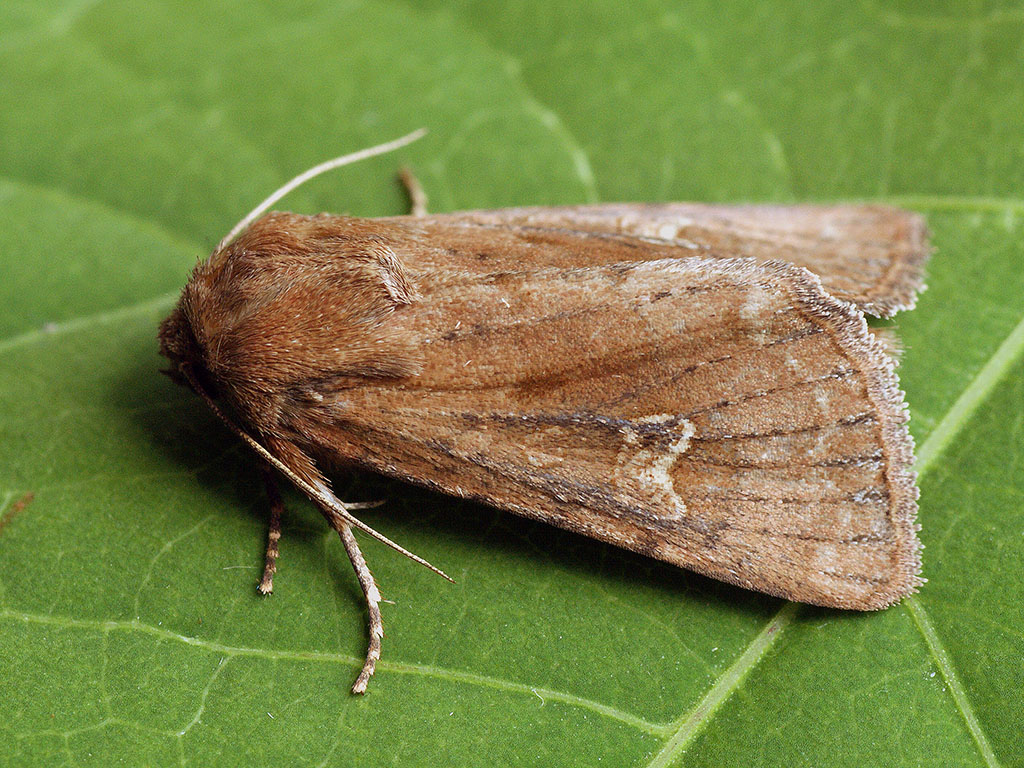
Imago fjäril
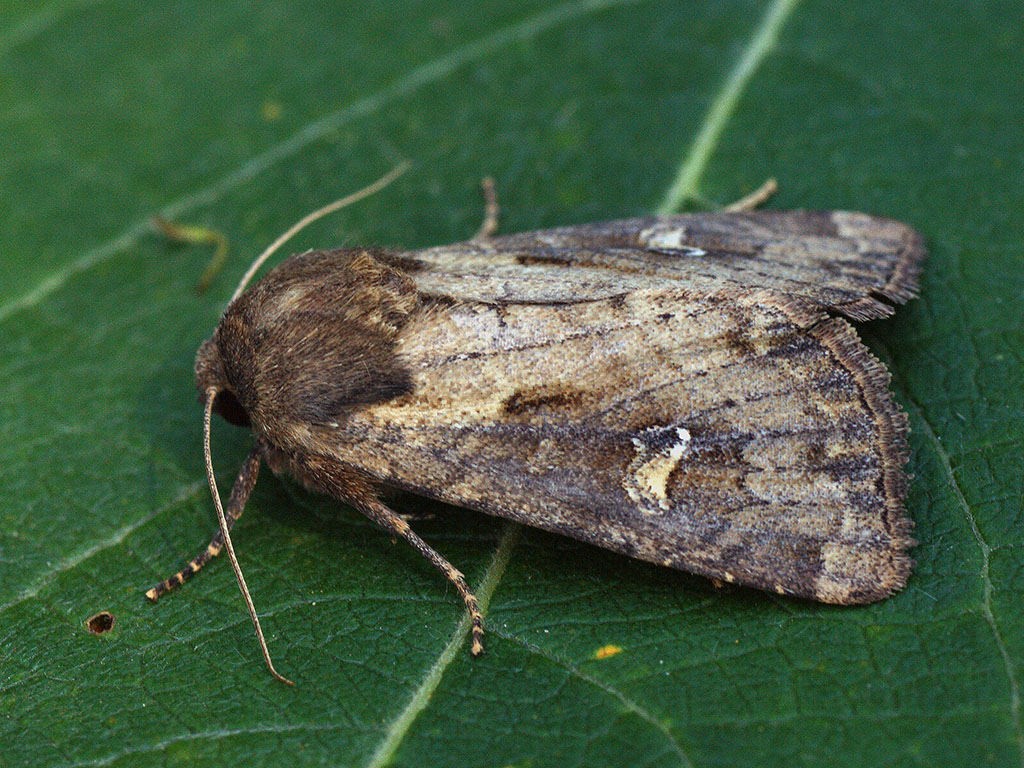
Imago fjäril
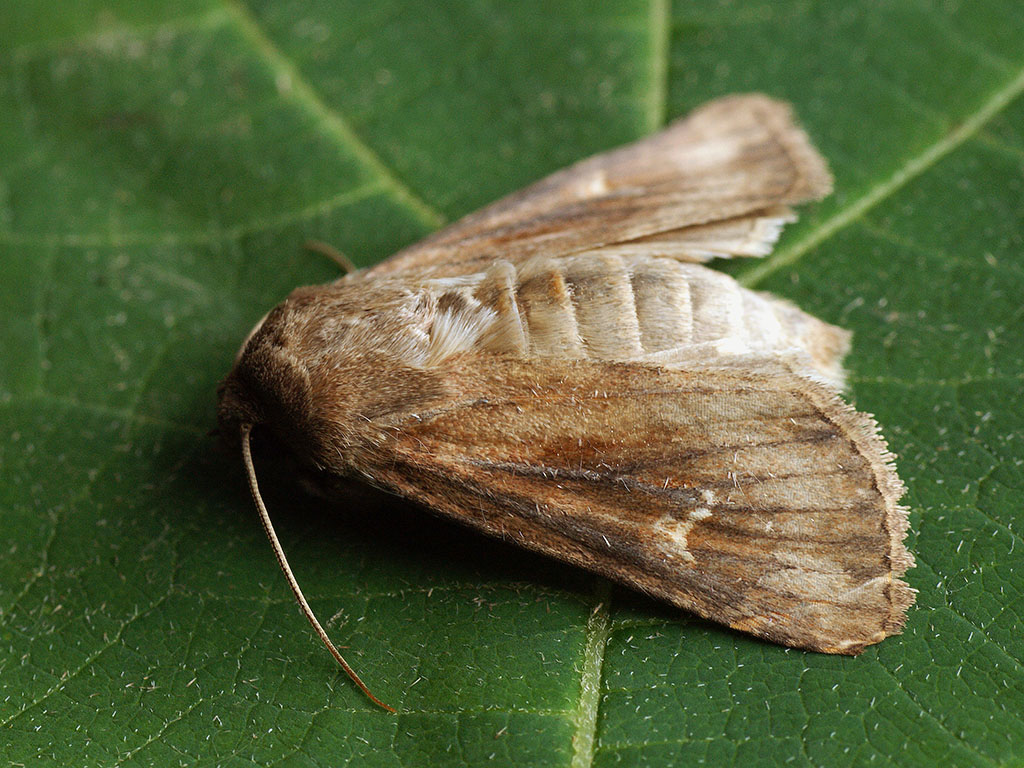
Imago fjäril
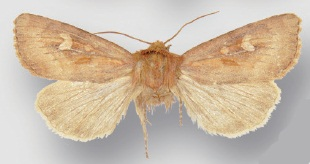
Preparerad (uppnålad) imago fjäril